# 帕彭胡森
帕彭胡森是德国梅克伦堡-前波莫瑞州的一个市镇。总面积13.84平方公里，总人口312人，其中男性168人，女性144人（2011年12月31日），人口密度23人/平方公里。